# 2227 Otto Struve
A 2227 Otto Struve (ideiglenes jelöléssel 1955 RX) a Naprendszer kisbolygóövében található aszteroida. Indianai Egyetem fedezte fel 1955. szeptember 13-án.